# Rudoltice
Rudoltice (německy Rudelsdorf) jsou obec v okrese Ústí nad Orlicí v Pardubickém kraji. Nacházejí se v Podorlické pahorkatině v podhůří Orlických hor nedaleko česko-moravské zemské hranice. Žije zde přibližně 2 000 obyvatel. Nejbližší město je Lanškroun, vzdálený asi 4 km na severovýchod. Nadmořská výška je kolem 360–370 metrů, Zámecký vrch dosahuje výšky 435 metrů. Obec byla založena německými osadníky ve 13. století. Jednalo se o typickou lesní lánovou ves s půdorysem protaženým podél cesty. Zdejší území leželo v tzv. Hřebečsku, po roce 1945 zde proto nastal odsun německého obyvatelstva následovaný příchodem Čechů z vnitrozemí, kteří zabrali jejich domy. Pod Zámeckým vrchem vznikla nová čtvrť a u silnice č. I/43 průmyslová zóna.

## Historie

### Vznik obce
Osada Rudolfsdorf (Rudolfova ves) pravděpodobně vznikla mezi lety 1250–1270 při kolonizaci zdejšího kraje. Jméno obce buď odkazuje na lokátora nebo může souviset se vztahy českých pánů k Habsburkům. Jestliže se před městem Lanškrounem setkáváme s Rudolfsdorfem a za městem s Albrechtsdorfem (Albrechtice), mohlo to mít souvislost s podporou rodu Drnholců Habsburkům Rudolfovi a Albrechtovi. Potom by pojmenování mělo politický význam a muselo by být stanoveno asi po roce 1280. Další pojmenování obce v historii byla Rudolphi villa (latinský název), Rudlstof, Kraabesn a Kraabeszwecka. Poslední dva jmenované odkazují na výskyt raků v místním potoce, což se dostalo i do obecního znaku. První písemná zmínka o obci pochází z 21. května 1304. Zbraslavským mnichům již nestačily příjmy z lanšperského panství, a proto jim král Václav II. daroval i lanškrounské panství. S lanškrounsko-lanšperským panstvím byly Rudoltice spojeny po celý středověk.

### Vrcholný středověk
Kolem roku 1350 jsou Rudoltice uváděny jako obec s kostelem. Na místě dnešního kostela stál původně kostel dřevěný. Věž stála odděleně a stranou na místě nad dnešním přístupovým schodištěm. Podle farní kroniky měl tento starý kostel prastarou gotickou malbu s erby pozdějších majitelů panství se zvířecími hlavami, hráběmi a muži – znaky Pernštejnů, Kostků z Postupic a Hrzánů. Bádání nadučitele Jandla (70. léta 19. století) vedla k poznatku, že rudoltický kostel byl bezpochyby jedním z nejstarších domů Božích v širokém okolí. Potvrzovaly to dřevěné fošny, které podle své povahy pocházely z dávného hraničního pralesa. Roku 1358 přešlo lanškrounsko-lanšperské panství do majetku litomyšlského biskupství. V této době se také objevuje novější podoba jména obce: z Rudolfsdorf se stává Rudelsdorf. Z následného období husitských válek se zprávy o Rudolticích nedochovaly. Celé oblasti se zmocnili táborští vůdci. Po zániku násilnického husitství se v celých východních Čechách rozšiřovalo pokojné hnutí Českých bratří. Lanškroun byl hlavním styčným bodem díky Tomášovi Německému a Michaelu Weissovi. Stejně jako v jiných místech vznikla i v Rudolticích tehdy německá obec Bratrské církve.
Roku 1434 celé panství obdržel přívrženec panské jednoty a bývalý horlivý stoupenec husitů, Vilém Kostka z Postupic. Rod Kostků z Postupic vlastnil panství do roku 1505, kdy umírá Jan Kostka z Postupic, aniž zanechává mužské potomky. Sňatkem dcer Anny a Markéty s Janem a Vojtěchem z Pernštejna obdržel panství rod Pernštejnů. Roku 1588 celé lanškrounsko-lanšperské panství koupil za 43 500 kop českých grošů od Jana z Pernštejna Adam Felix Hrzán z Harasova.

### Pobělohorské období
Roku 1619 byla vesnice i s celým panstvím převedena na rod Lichtenštejnů, za kterých (po roce 1628) probíhala násilná rekatolizace.[zdroj?] V roce 1645 se do místního kraje dostali Švédové, obyvatelům odvedli dobytek a vymáhali výkupné. Z císařské strany činili to samé Charváti. Dne 12. srpna 1645 se u rudoltického farního lesa objevilo 15 charvátských jezdců a přepadli z vrchu Rudoltice. Celkově Charváti ukořistili z Rudoltic, Damníkova a Ostrova 400 kusů hovězího skotu a 5 stád ovcí. Došlo i k ručním potyčkám mezi pleniteli a sedláky. Tak byl jeden hospodář usmýkán k smrti. Dále docházelo (až do uzavření vestfálského míru, 1648) k drancování a vypalování statků.
Roku 1680 byly Rudoltice zachváceny morem. Zemřelo tolik lidí, že mnoho statků zůstalo zcela prázdných. Znovu osídleny byly až roku 1682. Z roku 1683 pochází první zmínka o škole. Vyučování se konalo zpočátku v soukromých domech a účast na něm byla dobrovolná. V letech 1698–1712 dochází ke stavbě Nového zámku.

### Nový zámek

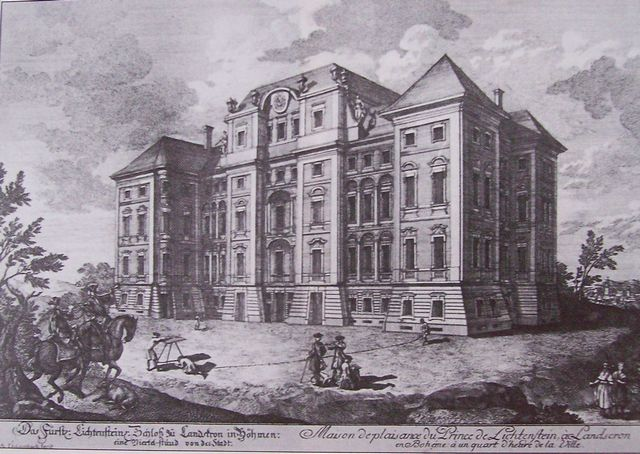
Pohled na Nový zámek

Vrchnostenským sídlem lanškrounského panství býval na konci sedmnáctého století lanškrounský zámek, který vznikl ze starého augustiniánského kláštera. Vzhledem k jeho špatnému stavu a nízkému obytnému komfortu nechal kníže Jan Adam z Lichtenštejna založit Nový zámek. Pro jeho stavbu panští úředníci navrhli návrší nad Rudolticemi. Dvanáct let se pracovalo podle plánů stavitele Antonia de Sala na této velkolepé stavbě. S údivem popisuje lanškrounská pamětní kniha, že bylo zapotřebí 330 sáhů pevného provazu k vyměření pozemku. Již roku 1698 se začalo s počátečními pracemi a stavební činnosti oživily svým ruchem celou oblast. Pro dohled nad pracemi byl dosazen jako inspektor hospodářský rada Karl Herzschläger. S rudoltickými sedláky, jimž patřil pozemek, musela být kvůli vyplacení vedena složitá jednání. Byly vykopány hluboké sklepy a k tomu dopraveni horníci z Úsova. Část sklepů je zachována i v současnosti. Před velkolepým schodištěm se nacházel malý rybníček o délce 23 sáhů. Z Maletína byly dopraveny kamenné bloky, přímo na Zámeckém vrchu byly opracovávány. Přitom prý zahynulo množství koní robotníků. Cihlář Tausch z Lanškrouna dodal 59 000 cihel, vápno dodával zednický mistr Andreas Waldmüller z Damníkova. Následkem válečných událostí musely být roční výdaje omezeny na 6000 zl. V roce 1714 ale vypukl požár, který nádhernou stavbu zničil. 1718 byla znovu vystavěna, podruhé však vyhořela. Údajně si tesaři rozdělali na půdě oheň, ale zapomněli ho uhasit. Nyní stojí pouze severozápadní roh budovy.

### 18. století
Roku 1742 se na lanškrounském panství začínají pěstovat brambory. První sklizeň měli v Rudolticích. 1755 je v obci zrušena duchovní správa a Rudoltice jsou přifařeny k Damníkovu. Farnost je obnovena roku 1766, kdy je i ustanoven první farář. Spravuje farnost deset let. První byt faráře měl být na místě dnešní farní stáje, nacházela se tam i první místní škola, dříve než přesídlila do vlastních prostor. Za faráře Engelberta Nagela (1770–1794) byla postavena nová fara. Roku 1775 je na základě nového zákona o lidové škole přijat za učitele Johann Anton Kosch. Pocházel z Valteřic a provozoval k vylepšení svých příjmů také obchod se lnem a přízí. Nechal před školou postavit sochu Matky boží. 23. června 1797 navštívil Rudoltice kníže Alois I. z Lichtenštejna. Prohlédl si zchátralý kostel a nařídil stavbu nového. 1802 se uskutečnila jeho další návštěva.

### 19. století

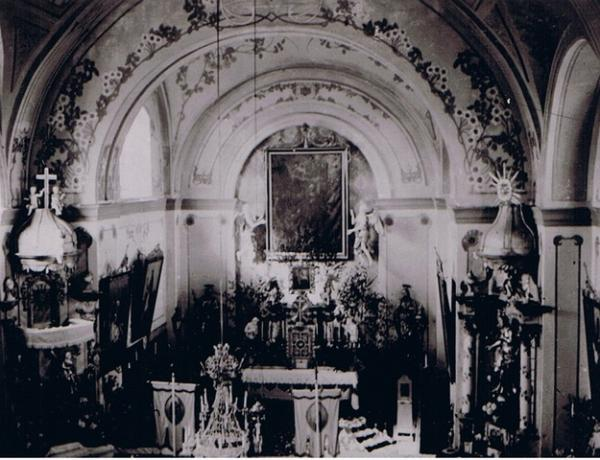
pohled do kostela sv. Petra a Pavla

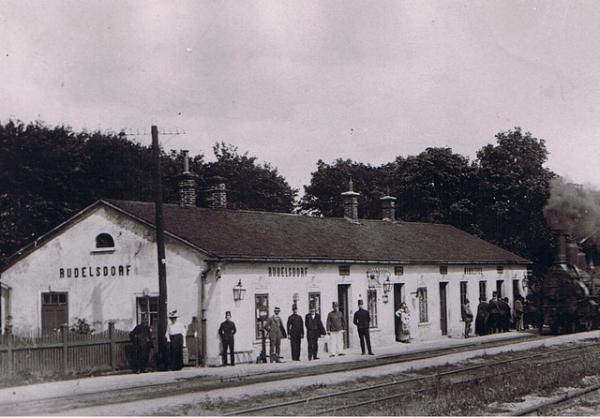
Vlaková stanice Rudelsdorf

V letech 1804–1809 probíhala stavba kostela. Jejím stavitelem byl Josef Hardtmuth, který byl ve službách knížete Lichtenštejna. (V okolí postavil také farní kostel v České Třebové, zámek u Litovle a kostel v Dolních Libchavách.) V této době také probíhaly napoleonské války a všeobecně panovala velká chudoba. Ve farní kronice lze číst: „Drahota byla v r. 1806 den ode dne větší… finanční starosti ohrožovaly také stavbu kostela.“ Věž byla postavena roku 1808, celá stavba ukončena 1809. V novém kostele brzy na to slavil nově vysvěcený rudoltický kněz Johann Süß svou primici. Ve stejném roce došlo k požáru fary.
Roku 1829 byla budována okresní silnice Lanškroun–Svitavy vedoucí dolním koncem obce. V letech 1831–1837 byla stavěna nová škola. V rámci stavebních příprav byla přestěhována socha svatého Jana Nepomuckého. Roku 1835 Peter Praus zřídil spodní tkalcovský sál, pozdější hostinec, dnešní obecní úřad. 1845 byl zahájen provoz na trati Olomouc – Česká Třebová. Na této trati bylo vybudováno i nádraží v Rudolticích. Původní nádraží byla zastávka s jednou průběžnou kolejí. V letech 1847–1848 v Rudolticích probíhají nepokoje, pořádek je nastolen armádou. Za rakousko-pruské války (1866) jsou ve vsi nuceně ubytováni vojáci. Na silnici mezi Rudolticemi a Damníkovem probíhají ústupové boje. O pět let později (1871) zaniká Prasova tkalcovna. Budova je nabídnuta tabákové továrně, provoz se ale nevyplácí a tak zde továrna zaniká. K roku 1878 už je škola trojtřídní, jedna třída musí být vyučována v Prausově budově, až po šesti letech dochází k nástavbě školy. Roku 1885 je do provozu uvedena lokálka z Rudoltic do Lanškrouna.

### 20. století
Při první světové válce zahynulo 38 rudoltických občanů. 12. června 1927 byl vysvěcen nový kostelní zvon, stejný rok v září zahájila činnost nová menšinová česká škola. Navštěvovalo ji průměrně 17 dětí. V únoru 1929 se dostavily kruté mrazy (až kolem –40°) a způsobily mnoho škod na ovocných stromech. Dle úředních záznamů v Rudolticích zmrzlo 1141 jabloní, 553 hrušní, 176 třešní a 2675 švestek. Nové ovocné stromy byly vysazovány až novými obyvateli po válce. V roce 1933 (v návaznosti na zdvokolejňování trati Praha-Olomouc) byla Rudolticím předána nová nádražní budova. Ve 30. letech také probíhala elektrifikace obce. 1931 byly zřízeny domovní přípojky a osvětlen kostel. 1939 obec získala vlastní poštovní úřad. Za posledního německého starosty a ředitele školy Aloise Süße bylo zřízeno sportovní hřiště a rybník ke koupání. Posledním německým farářem byl Wenzel Schinkmann-Langer.
Během druhé světové války zahynulo 50 místních občanů, dalších 11 bylo nezvěstných; civilních obětí bylo 20, dalších 16 nezvěstných. 21. května 1945 byli němečtí muži shromážděni a asi 40 z nich odvlečeno na Sibiř, někteří zastřeleni. 26. června 1945 byla první skupina obyvatel nucena s opustit Rudoltice – přes sběrný tábor v Lanškrouně byli po železnici vyvezeni do Německa. Někteří řešili situaci zapálením svého domu a spácháním sebevraždy. Transporty se děly ještě v průběhu roku 1946. Hlavní osídlovací oblasti rudoltických vystěhovalců jsou Heidelberg, Mannheim, Schwetzingen a oblast kolem Regensburgu. Od května 1945 až do roku 1947 přicházeli noví čeští obyvatelé.

### Poválečný vývoj
- 1946 – ustanoven MNV
- 1949 – založeno JZD a zřízen místní rozhlas
- 1950 – vysázen obecní sad
- 1952 – zahájena stavba jeslí, postavena hráz nad rybníkem a zřízeno koupaliště
- 1954 – zřízena místní knihovna a založen Svazarm
- 1955 – zřízena čtyřtřídka
- 1960 – obec spadá pod nový okres Ústí nad Orlicí
- 1963 – oprava školy, náklady 100 000 Kčs.
- 1964 – zabudování sirény na požární zbrojnici
- 1971–1975 – výstavba prodejny, veřejného osvětlení a rozhlasu
- 1976 – výstavba 40 nových bytů na sídlišti u KD (I. sídliště)
- 1979 – ukončena výstavba II. sídliště a přistěhování nových občanů
- 1981 – započata výstavba mateřské školy
- 1983 – zahájena novostavba bytovky Státního statku Lanškroun na začátku II. sídliště
- 1985 – zřízení poštovního úřadu s PSČ 561 25 v budově bývalých jeslí
- 1990 – první svobodné volby do zastupitelstev, starostou se stává RNDr. Oldřich Kolomý (ODS)
- 1992 – dokončení opravy kostela a fary s pomocí sbírky občanů SRN
- 1996 – zahájena plynofikace obce, otevřena myšlenka výstavby 71 obecních bytů

Starostou obce byl v letech 1990–2008 Oldřich Kolomý. Pod jeho vedením obec do roku 2009 postavila 403 bytů, dále zde vznikly sítě pro 90 parcel na výstavbu rodinných domů a pětihektarová průmyslová zóna. Stavby obec uskutečnila prostřednictvím své příspěvkové organizace, později přes vlastní firmu a další dodavatele. Bývalý starosta obce byl souzen za to, že při zadávání staveb obcházel zákony. V letech 2008–2009 obci hrozil bankrot, když měla platit Ministerstvu financí penále a úroky ve výši 136 milionů korun za porušení zákona při čerpání o dotace. Ministr financí Janota ale nakonec většinu této částky obci odpustil.

## Obyvatelstvo
|           | 1869  | 1880  | 1890  | 1900  | 1910  | 1921  | 1930  | 1950 | 1961 | 1970 | 1980 | 1991 | 2001 | 2011  | 2021  |
| --------- | ----- | ----- | ----- | ----- | ----- | ----- | ----- | ---- | ---- | ---- | ---- | ---- | ---- | ----- | ----- |
| Obyvatelé | 1 244 | 1 152 | 1 065 | 1 084 | 1 125 | 1 086 | 1 053 | 757  | 763  | 744  | 914  | 867  | 922  | 1 728 | 1 846 |
| Domy      | 216   | 199   | 202   | 203   | 206   | 208   | 212   | 193  | 176  | 174  | 210  | 222  | 240  | 303   | 370   |

## Obecní správa

### Obecní symboly
Znak a vlajka byly obci uděleny rozhodnutím předsedy Poslanecké sněmovny Parlamentu České republiky dne 8. června 2004.

## Doprava
Obcí vede silnice I/43, kterou křižuje III. železniční koridor (trať Česká Třebová – Přerov) s železniční stanicí Rudoltice v Čechách, kde odbočuje jednokolejná regionální železniční trať Rudoltice v Čechách – Lanškroun.

## Občanská vybavenost
V obci se nachází obecní úřad, kulturní dům, společenský sál, ordinace praktického lékaře, kostel, fara, hřbitov, hasičská zbrojnice, pošta, prodejna smíšeného zboží, tělocvična, sportovní areál, knihovna, dětské hřiště, restaurace, mateřská škola, základní škola (1. stupeň). V obci je zaveden plyn, elektřina a vodovod. Část obce je připojena na kanalizaci.

## Pamětihodnosti

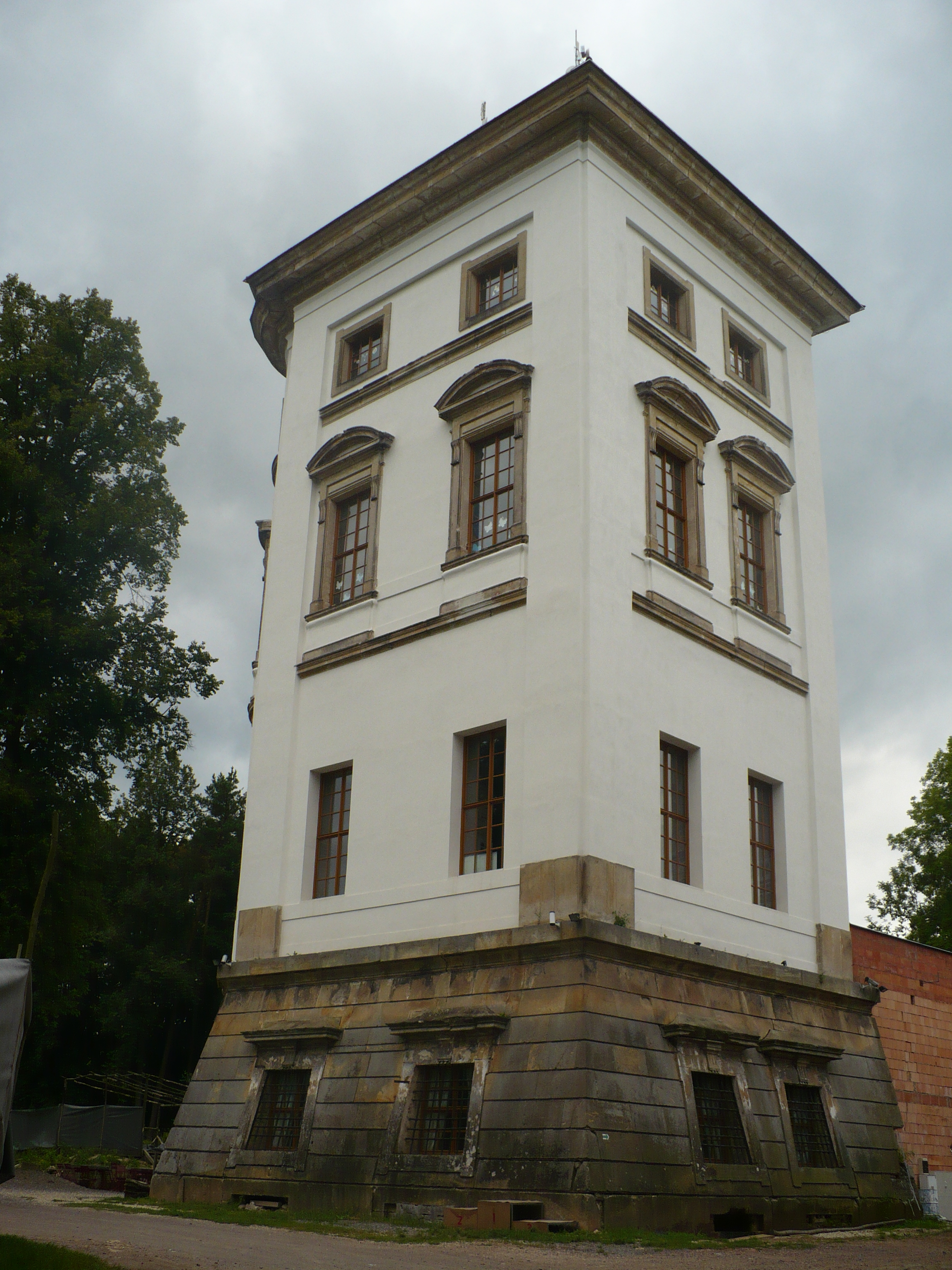
Nový zámek u Rudoltic

- Kostel svatého Petra a Pavla na návsi
- Pomník obětem první světové války
- Krucifix na rozcestí k Lanškrounu
- Sousoší Nejsvětější Trojice na cestě do Ostrova
- Fara
- Nový Zámek u Rudoltic
- Kamenný kříž na skále před kostelem s klečící Marií Magdalenou
- Památkově chráněná venkovská usedlost Rudoltice čp. 5